# قاي موديست
قاي موديست (بالفرنسية: Guy Modeste)‏ هو لاعب كرة قدم فرنسي في مركز الدفاع، ولد في 18 سبتمبر 1954 في سان بيير ‏ في فرنسا، وتوفي في 19 ديسمبر 2018 في فريجوس في فرنسا بسبب سرطان. لعب مع نادي سانت إتيان ونادي شاتورو ونادي كان.

## وصلات خارجية
- قاي موديست على موقع قاعدة بيانات كرة القدم.إي يو (الإنجليزية)
- قاي موديست على موقع عالم كرة القدم.نت (الإنجليزية)